# Batouchovice
Batouchovice (s předložkou 2. pád do Batouchovic, 6. pád v Batouchovicích, německy Batouchowitz) jsou vesnice, místní část obce Bochovic. Ve vesnici žije 47 obyvatel.

## Název
Na vesnici bylo přeneseno původní pojmenování jejích obyvatel Batúchovici odvozené od osobního jména Batúch, které vzniklo rozšířením jména Bata (jehož základem, stejně jako osobního jména Baťa, bylo obecné bratr). Výchozí tvar Batúchovici znamenal "Batúchovi lidé". Vývoj jména v písemných pramenech: Bathuchowicz (1381), Batauchowitz (1674), Patauchowitz (1720), Batochowitz (1751), Batauchowitz a Batuchowice (1846), Batouchowitz a Batouchovice (1872).

## Geografická charakteristika
Zastavěné území Batouchovic je od obce Bochovic vzdáleno necelý kilometr jihovýchodně po silnici č. III/34910. Tato silnice pokračuje dál na východ, kříží se se silnicí č. III/3499, která dál vede k Novému Telečkovu, nebo sama pokračuje pod kopcem Telečkovem (604 m n. m.) k obci Vlčatínu.
K Batouchovicím od lesa na jihu přitéká místní potůček, protéká jimi a severně od obce se vlévá do Bochovického potoka. Ten je přítokem Svatoslavského potoka, který pak napájí potok Balinku.

## Historie
První písemná zmínka o Batouchovicích pochází z roku 1381. Tehdy patřila obec Přibíkovi Ostruhovi z Črčína, ten pak roku 1393 předal část vsi klášteru v Třebíči, část již dříve prodal Pavlíkovi z Újezda. Někdy kolem poloviny 14. století byla ve vsi postavena tvrz a dvorec, ta byla poprvé připomenuta právě v roce 1381. V roce 1385 pak byla opět připomenuta a někdy po té zanikla.
V roce 1406 byla majitelkou části vesnice Dorota, vdova po Pavlíkovi z Újezda (později z Batouchovic), ta se spolčila se synem Mikulášem, v roce 1428 pak matku vyplatil. Další část vesnice vlastnil Jan z Batouchovic.
Další část vsi postupně byla prodávána a předávána společně s Bochovicemi. Po zrušení kláštera pak byly Batouchovice jako součást kláštera v zástavě, ta pak byla postoupena Vratislavovi z Pernštejna, roku 1558 pak Vratislav vložil Batouchovice Burianu Osovskému z Doubravice. Jeho syn Smil Osovský pak Batouchovice předal Janovi z Žerotína – tím se obec stala součástí náměšťského panství.
Roku 1881 pak byly Batouchovice, stejně jako Bochovice, Hroznatín a Vlčatín prodány bratrům Ludvíkovi a Jindřichovi Hellerovi a Adolfovi Lieblichovi. Syn Ludvíka pak koupil podíl Adolfa Lieblicha, zdědil podíl svého strýce a své matky a spojil tak opět Batouchovice do jednoho majetku.
V letech 1850–1950 byla vesnice součástí obce Rudíkov a od roku 1961 se vesnice stala součástí obce Bochovice.

## Obyvatelstvo
| Rok            | 1869 | 1880 | 1890 | 1900 | 1910 | 1921 | 1930 | 1950 | 1961 | 1970 | 1980 | 1991 | 2001 |
| -------------- | ---- | ---- | ---- | ---- | ---- | ---- | ---- | ---- | ---- | ---- | ---- | ---- | ---- |
| Počet obyvatel | 71   | 58   | 76   | 92   | 100  | 99   | 80   | 86   | 106  | 76   | 71   | 61   | 62   |

## Osobnosti
- Josef Jura – politik a odborář